# Перуанская котловина
Перуа́нская котлови́на — подводная котловина в восточной части Тихого океана, расположенная между подводными склонами Южной Америки на востоке и Восточно-Тихоокеанским поднятием на западе.
Дно котловины представляет собой сложно расчленённую холмистую равнину шириной около 2000 км. Осадочные породы дна — красные глубоководные глины и фораминиферовые илы. Преобладающие глубины — 4400 м, максимальная — 5660 м.